# Cordia (dieren)
Cordia is een geslacht van halfvleugeligen uit de familie Aphrophoridae. De wetenschappelijke naam van dit geslacht is voor het eerst geldig gepubliceerd in 1866 door Stål.

## Soorten
Het geslacht Cordia omvat de volgende soorten:
- Cordia albilatera (Walker, 1851)
- Cordia minuta Synave, 1954
- Cordia peragrans (Stål, 1855)
- Cordia rotundiceps Lallemand, 1927